# Karin Singstad
Karin Singstad (Trondheim, 29 de dezembro de 1958) é uma ex-handebolista profissional norueguesa, medalhista olímpica.
Karin Singstad fez parte da geração medalha de prata de Seul 1988.